# Eriocheir sinensis
Crabul chinezesc (Eriocheir sinensis; în chineză: t大閘蟹 , s大闸蟹 ,p dàzháxiè), este un crab de dimensiuni medii care are drept trăsătură distinctivă cleștii „păroși”. Specia este originară din râuri, estuare și alte habitate de coastă din estul Asiei, din Coreea în nord până în provincia Fujian din China, în sud. De asemenea, specia a fost introdusă în Europa și America de Nord, unde este considerată o specie invazivă.   În 2016 specia a fost inclusă pe lista speciilor alogene invazive de interes pentru Uniune în temeiul Regulamentului (UE) nr. 1143/2014 al Parlamentului European și al Consiliului.  

## Descriere și ecologie
Trăsătura distinctivă a acestei specii e reprezentată de cleștii acoperiți de sete de culoare închisă. Corpul crabului este de dimensiunea unei palme umane. Carapacea are 3-10 centimetri lățime (1.2-3.9 in), iar picioarele sunt de aproximativ două ori mai lungi decât lățimea carapacei. Crabii își petrec cea mai mare parte a vieții în apă dulce și se întorc în mare pentru a se reproduce. În al patrulea sau al cincilea an de viață, spre sfârșitul verii, crabii migrează în aval și ating maturitatea sexuală în estuare. După împerechere, femelele continuă deplasarea spre mare, iernând în ape mai adânci. Primăvara se întorc în ape salmastre pentru eclozarea pontei. După dezvoltarea larvară, crabii juvenili se deplasează treptat în amonte spre apă dulce, completând astfel ciclul de viață.
Crabul se deplasează din habitate dulcicole în habitate cu apă sărată odată ce a ajuns la maturitate reproductivă. Larvele au nevoie de corpuri mari de apă salmastră pentru dezvoltare iar crabii juvenili au nevoie de ape puțin adânci pentru a crește.  Crabul este originar din Hong Kong până la granița Coreei.  Poate fi găsit în ape continentale, dar preferă zonele de coastă. În Yangtze, cel mai mare râu din regiunea nativă, au fost înregistrați crabi până la 1.400 kilometri (870 mi) în amonte.  Este cunoscut faptul că se poate stabili în culturi de orez din apropierea mării și râuri interioare. Crabul se găsește în regiunile subtropicale și cele temperate . 
Din punct de vedere filogenetic, crabul aparține familiei Varunidae, care este cel mai nou grup de crustacee brachyure. Crabii maturi sexual au în medie în jur de 5,5 cm (2.2 in) lungime. Deoarece crabii se reproduc la sfârșitul vieții și mor după terminarea ciclului reproductiv, ei pot trăi până la 7 ani (posibil 8 în Germania). Eriocheir sinensis are un regim de hrană omnivor. Prada lor este reprezentată, în principal, de viermi, midii, melci, material organic mort, alte crustacee și pești de dimensiuni mici. 

## Reproducere
La sfârșitul lunii august, crabii maturi încep să migreze în aval spre mare, îndepărtându-se de locurile de hrănire situate în habitate dulcicole. În această migrație, crabii își dezvoltă gonadele și ajung la maturitate sexuală. Spre sfîrșitul toamnei începe reproducerea în ape salmastre.  Masculii ajung primii și rămân în apele salmastre toată iarna. Femelele ajung după sosirea masculilor. Ponta este depusă în 24 de ore de la împerechere. Ouăle sunt atașate de abdomenul femelelor, după care femelele se îndreaptă imediat către gura râului. Larvele eclozează din ouă pe parcursul verii și plutesc în apele salmastre. Deoarece călătoria necesară pentru reproducere este atât de solicitantă, crabii se reproduc o singură dată. Vârsta de reproducere este atinsă în mod normal spre sfârșitul vieții. Deoarece acești crabi se reproduc doar o dată, producția de ouă este foarte mare. După ce crabii se reproduc cu succes, au foarte puțină energie rămasă și sunt slăbiți. 
Diferite stadii de dezvoltare ale crabului: 
1) Ouăle necesită apă sărată pentru dezvoltare. 2) Larvele eclozează din ouă în ape salmastre. 3) Larvele trec treptat din apa salmastră în apă dulce. 4) Stadiul larvar final (megalopa) are 3-4 mm lungime. 5) Megalopa se transformă apoi în crabi mici în apa dulce. 

## Invazivitate
Această specie s-a răspândit rapid din Asia (China și Coreea) în America de Nord și Europa, generând îngrijorare referitor la competiția cu speciile locale, deteriorarea digurilor prin adăposturile săpate și blocarea sistemelor de drenare.   Crabii sunt capabili de migrații semnificative în amonte. În 1995, s-a raportat că locuitorii din Greenwich au văzut crabi chinezești ieșind din râul Tamisa, iar în 2014 unul a fost găsit în râul Clyde, în Scoția.  E cunoscut faptul că acești crabi se pot instala și în piscine. În unele locuri, crabii au fost găsiți la sute de kilometri de mare. Există îngrijorări în zonele în care se practică pescuit substanțial de crabi nativi, cum ar fi Golful Chesapeake din Maryland și râul Hudson din New York (în ambele locații crabii au fost observați pentru prima dată în 2005), deoarece impactul acestei specii asupra populațiilor autohtone nu este cunoscut. 
În general, importul, transportul sau deținerea de crabi vii este ilegală în Statele Unite,  deoarece există riscul de eliberare accidentală sau de evadare a crabilor ceea ce ar duce la răspândirea acestora în regiuni noi. În plus, unele state pot avea propriile restricții cu privire la deținerea de crabi din această specie.  California permite pescuitul acestor crabi, cu anumite restricții. 
Eriocheir sinensis a fost introdus de mai multe ori în Marile Lacuri, dar nu a reușit încă să stabilească o populație permanentă.  Institutul Smithsonian urmărește răspândirea crabului și caută ajutor pentru a stabili distribuția actuală a crabului în regiunea Golfului Chesapeake. Oamenii sunt încurajați să raporteze orice crab observat, împreună cu detalii (data, locația specifică, dimensiunea) și o fotografie de aproape sau un specimen, dacă este posibil. Prima semnalare confirmată de-a lungul coastei de est a Statelor Unite a fost în Golful Chesapeake, lângă Baltimore, Maryland, în 2005.
De asemenea, crabi din specia Eriocheir sinensis au fost semnalați în Germania, unde distrug plase de pescuit, rănesc pești autohtoni și deteriorează diguri locale, provocând pagube de până la 80 de milioane de euro. Acești crabi au migrat din China în Europa încă din 1900 și au fost documentați pentru prima dată în rapoarte oficiale din Germania în 1912 din râul Aller. După o investigație a oamenilor de știință germani din 1933, s-a crezut că au migrat în Europa prin intermediul apei de balast cu nave comerciale. Eriocheir sinensis este singura specie de crab dulcicol din Germania, iar tendința lor de a săpa galerii a cauzat daune infrastructurii industriale și barajelor. 
Prima introducere a crabului în Europa a fost realizată, cel mai probabil, de navele comerciale. Navele trebuie să își umple rezervoarele cu apă de balast și este posibil ca unul dintre aceste evenimente de umplere să fi avut loc în perioada de reproducere a crabilor. Deoarece larvele plutesc liber și au dimensiuni cuprinse între 1,7 mm și 5 mm, ar fi fost ușor să fie preluate în rezervorul de apă de balast. Odată ce nava a ajuns în Europa și a golit rezervorul, larvele au fost eliberate. De-a lungul timpului, repetarea acestui eveniment ar permite stabilirea unei populații proeminente de crabi în Europa.  Crabul s-a răspândit și poate fi găsit în Europa continentală, sudul Franței, Statele Unite ale Americii (Golful San Francisco) și Marea Britanie. O perioadă de 15 ani în Germania, când crabii intrau treptat în Europa, este cunoscută drept „etapa de stabilire”. 

## Legături externe
- Materiale media legate de Eriocheir sinensis la Wikimedia Commons